# Samuel C. Pomeroy

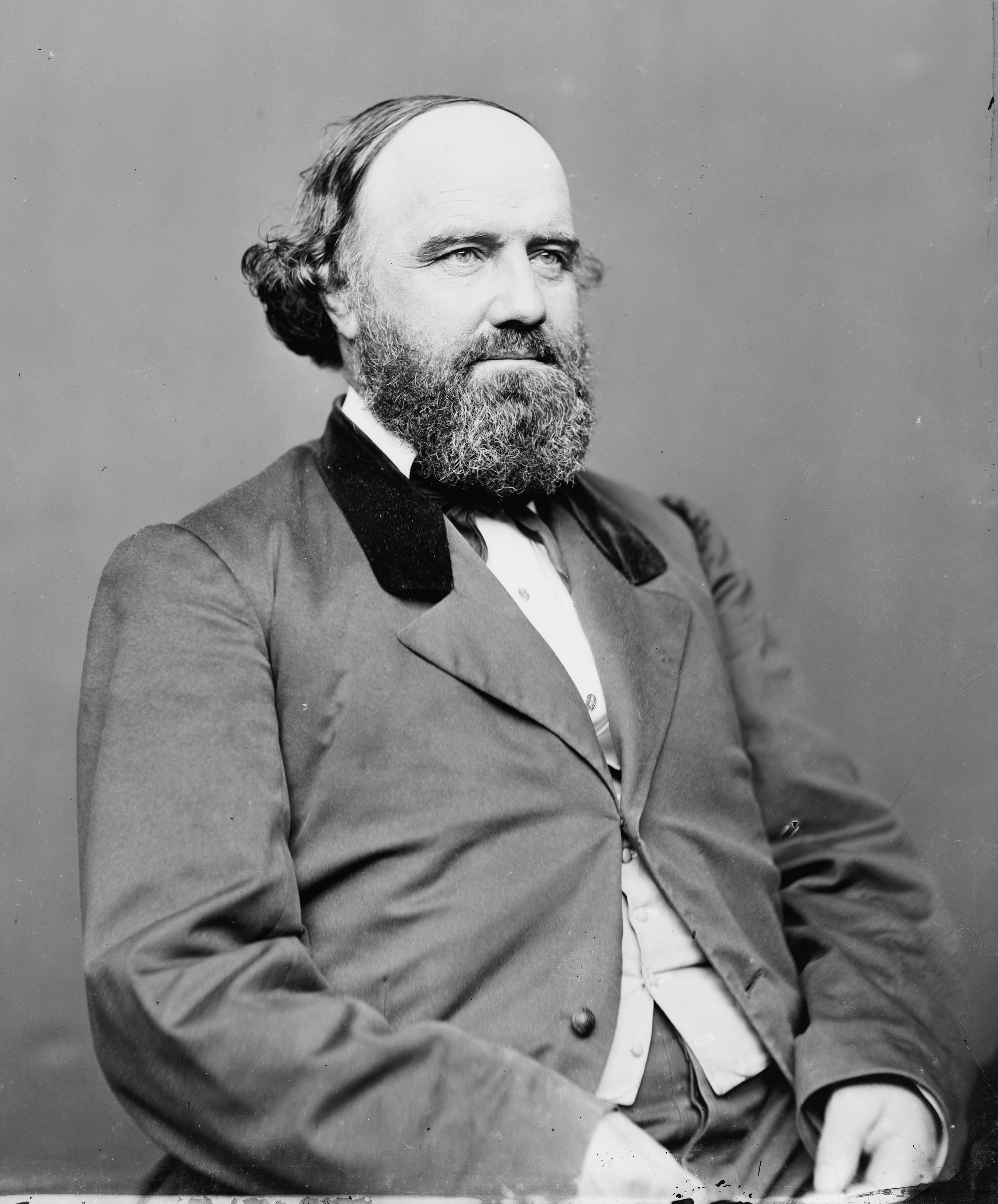
Samuel C. Pomeroy

Samuel Clarke Pomeroy (* 3. Januar 1816 in Southampton, Hampshire County, Massachusetts; † 27. August 1891 in Whitinsville, Worcester County, Massachusetts) war ein US-amerikanischer Politiker. Zwischen 1861 und 1873 vertrat er den Bundesstaat Kansas im US-Senat.

## Werdegang
Zwischen 1836 und 1838 absolvierte Samuel Pomeroy das Amherst College. Dann zog er in den Bundesstaat New York, wo er für einige Zeit als Lehrer arbeitete. Im Jahr 1842 kehrte er in seinen Geburtsort Southampton zurück. Dort bekleidete er in der Folge mehrere lokale Ämter. In den Jahren 1852 und 1853 war er Abgeordneter im Repräsentantenhaus von Massachusetts. Er war auch Gründer der New England Emigrant Aid Company. Ab 1854 lebte er in Lawrence im damaligen Kansas-Territorium. Später zog er nach Atchinson, wo er in den Jahren 1858 und 1859 Bürgermeister war. Dies war eine Zeit großer Unruhen im Kansas-Territorium im Vorfeld des Amerikanischen Bürgerkriegs. Pomeroy wurde Mitglied der im Jahr 1854 gegründeten Republikanischen Partei. 1859 gehörte er der sogenannten Free State Convention in Lawrence an, die sich für einen Beitritt von Kansas zur Union als sklavenfreier Staat einsetzte.
Nach dem Beitritt des Staates Kansas zur Union wurde er als Kandidat seiner Partei als Class-3-Kategorie Senator in den Kongress gewählt, wo er am 4. April 1861 sein neues Mandat antrat. Nach einer Wiederwahl im Jahr 1867 konnte er bis zum 3. März 1873 zwei Amtszeiten als US-Senator absolvieren, die von den Ereignissen des Bürgerkriegs und dessen Folgen geprägt waren. Ab 1864 war er zudem Präsident der Atchison, Topeka and Santa Fe Railroad Eisenbahngesellschaft. Innerhalb der Republikanischen Partei gehörte Pomeroy zu den Gegnern von Präsident Abraham Lincoln. Im Vorfeld der Präsidentschaftswahlen des Jahres 1864 setzte er sich erfolglos für die Nominierung von Salmon P. Chase zum republikanischen Präsidentschaftskandidaten ein, der Lincoln damit aus dem Amt drängen sollte. Im Dezember 1871 brachte Pomeroy das sogenannte Act of Dedication im Kongress ein, das nach seiner Verabschiedung zur Gründung des Yellowstone Nationalparks führte. Er war außerdem Vorsitzender des Ausschusses zur Verwaltung öffentlicher Immobilien.
Im Jahr 1872 strebte Samuel Pomeroy eine erneute Wiederwahl ein. Dabei kamen Bestechungsvorwürfe gegen ihn auf, die, obwohl sie nie richtig bewiesen wurden, zu seiner Wahlniederlage beitrugen. Danach lebte er noch einige Jahre in Washington, D.C. Politisch ist er aber nicht mehr in Erscheinung getreten. Er starb am 27. August 1891 in Whitinsville in Massachusetts und wurde auf dem Parkfriedhof Forest Hills Cemetery in Boston beerdigt.